# St. Jude
St. Jude는 2008년 4월 7일에 발매된 영국의 인디 록 밴드 커티너스(The Courteeners)의 데뷔 앨범이다. 스페셜 에디션의 2번째 CD에는 본 앨범의 주요 곡들에 대한 어쿠스틱 버전이 수록되어 있다. 밴드의 보컬이자 기타를 맡고 있는 리암 프레이가 전곡의 작곡 및 작사를 했다. 평단에서 이 앨범이 보통 수준의 평가를 얻기는 하지만, 이 앨범은 많은 팬들로부터 사랑을 받고 있다. Here Come The Young Men EP나 다른 데모들에서 보이는 다른 버전의 곡들에 대해서도 팬들은 호의적인 반응이다. 이 앨범으로 밴드는 유럽 투어에 착수했다. 

## 트랙
1. "Aftershow"
2. "Cavorting"
3. "Bide Your Time"
4. "What Took You So Long?"
5. "Please Don't"
6. "If It Wasn't for Me"
7. "No You Didn't, No You Don't"
8. "How Come"
9. "Kings of the New Road"
10. "Not Nineteen Forever"
11. "Fallowfield Hillbilly"
12. "Yesterday, Today & Probably Tomorrow"

## 스페셜 에디션 보너스 트랙
1. "Cavorting" (Original Recording)
2. "No You Didn't, No You Don't" (Original Recording)
3. "Acrylic"
4. "Kimberley"
5. "An Ex Is An Ex For A Reason"
6. "Bide Your Time" (Acoustic)
7. "Acrylic" (Acoustic)
8. "What Took You So Long?" (Acoustic)
9. "Not Nineteen Forever" (Acoustic)